# Vil Coyote mord la poussière
Pour plus de détails, voir Fiche technique et Distribution.
Vil Coyote mord la poussière (Fastest with the Mostest) est un film américain d'animation Looney Tunes de 7 minutes et mettant en scène Bip Bip et Vil Coyote réalisé par Chuck Jones en 1960.

## Fiche technique
- Réalisateur Chuck Jones
- Producteur Edward Selzer
- Compositeur Carl W. Stalling